# Отведки
Отведки (бел. адведкі, водведкі, адведзіны, наведанне) — у белорусов традиционный обычай поздравления (отведывания) молодой матери после родов. В отведки шли обычно женщины (соседки, подруги, родственницы матери) без приглашения все вместе или по отдельности в первые 2-3 дня после родов, чтобы помочь родильнице и её семье в домашних хлопотах. В отведки нельзя было идти с пустыми руками. Мужчинам и незамужним девушкам запрещалось ходить в отведки, запрещалось также интересоваться здоровьем новорождённого.
Исследователи подчеркивают неразрывную связь обычая с другими родинными обрядами и выделяют их сохранение как фактор культурной самобытности.
«В современном родинном обряде сохранились такие традиционные элементы, как отведки новорожденного, институт кумовьев и др.» (Наталья Шелупенко).
Ирина Маховская отмечает, что «в белорусском традиционном родинном комплексе проводятся три обряда, непосредственно связанные с застольем: отведки, крестины и муровинки».